# Circondario di Deggendorf
Il circondario di Deggendorf è uno dei circondari  che compongono il land della Baviera.

## Città e comuni
(Abitanti il 31 dicembre 2023)
| Comuni del circondario | Città 1. Deggendorf, (grande città circondariale) (35 757) 2. Osterhofen (12 237) 3. Plattling (13 270) | Comuni 1. Aholming (2 383) 2. Auerbach (2 135) 3. Außernzell (1 544) 4. Bernried (4 763) 5. Buchhofen (959) 6. Grafling (2 790) 7. Grattersdorf (1 350) 8. Hengersberg (7 904) 9. Hunding (1 132) 10. Iggensbach (2 235) 11. Künzing (3 200) 12. Lalling (1 652) 13. Metten (4 290) 14. Moos (2 375) 15. Niederalteich (1 773) 16. Oberpöring (1 194) 17. Offenberg (3 392) 18. Otzing (1 969) 19. Schaufling (1 547) 20. Schöllnach (4 951) 21. Stephansposching (3 203) 22. Wallerfing (1 292) 23. Winzer (3 832) |